# Diglukozil diacilglicerol sintaza
Diglukozil diacilglicerol sintaza (EC 2.4.1.208, monoglukozil diacilglicerol (1->2) glukoziltransferaza, MGlcDAG (1->2) glukoziltransferaza, DGlcDAG sintaza, UDP-glukoza:1,2-diacil-3-O-(alfa--glukopiranozil)--glicerol (1->2) glukoziltransferaza) je enzim sa sistematskim imenom UDP-glukoza:1,2-diacil-3-O-(alfa--glukopiranosil)-sn-glicerol 2-glukoziltransferaza. Ovaj enzim katalizuje sledeću hemijsku reakciju
UDP-glukoza + 1,2-diacil-3-O-(alfa--glukopiranozil)--glicerol {\displaystyle \rightleftharpoons } 1,2-diacil-3-O-[alfa--glukopiranozil-(1->2)-O-alfa-D-glukopiranozl]--glicerol + UDP
Za dejstvo enzim iz Acholeplasma laidlawii je neophodan Mg2+.

## Literatura
- Nicholas C. Price; Lewis Stevens (1999). Fundamentals of Enzymology: The Cell and Molecular Biology of Catalytic Proteins (Third изд.). USA: Oxford University Press. ISBN 019850229X.
- Eric J. Toone (2006). Advances in Enzymology and Related Areas of Molecular Biology, Protein Evolution (Volume 75 изд.). Wiley-Interscience. ISBN 0471205036.
- Branden C; Tooze J. Introduction to Protein Structure. New York, NY: Garland Publishing. ISBN 0-8153-2305-0.
- Irwin H. Segel. Enzyme Kinetics: Behavior and Analysis of Rapid Equilibrium and Steady-State Enzyme Systems (Book 44 изд.). Wiley Classics Library. ISBN 0471303097.
- William P. Jencks (1987). Catalysis in Chemistry and Enzymology. Dover Publications. ISBN 0486654605.

## Spoljašnje veze
- Diglucosyl+diacylglycerol+synthase на 